# Macrocilix maia
Espèce
Macrocilix maia est une espèce d’insectes lépidoptères (papillons) de la famille des Drepanidae et du genre Macrocilix.

## Distribution
Il peut se trouver en Inde, au Japon, à Taiwan, dans la péninsule coréenne, en Chine, dans la péninsule malaisienne, à Sumatra et à Bornéo.

## Caractéristiques
Ce papillon est doté de deux motifs symétriques ressemblant à des mouches se nourrissant de fientes d'oiseaux. Le papillon sent également cette odeur et il mesure entre 5 ou 7 cm . 